# La compagnia del Corvo
La compagnia del Corvo (titolo originale Dawnthief) è un romanzo fantasy del 1999 dello scrittore britannico James Barclay, primo romanzo della serie intitolata Le cronache del Corvo (Chronicles of The Raven).

## Trama
Il Corvo: un gruppo di mercenari, sei uomini e un elfo, che da più di dieci anni offre una micidiale abilità nel combattimento al servizio dei diversi baroni della parte orientale del continente di Balaia perennemente in conflitto gli uni contro gli altri.

### Il rapimento di Erienne
Erienne Malanvai, una maga di Dordover - una delle quattro città college di Balaia - viene rapita assieme ai due figli gemelli e imprigionata in una torre di un castello. Alun, marito di Erienne, per ritrovare moglie e figli si rivolge ad un terzetto di mercenari, Will, Thraun e l'elfo Jandyr.

### L'amuleto del drago
Assoldato dal barone Gresse, il Corvo, guidato dal Guerriero Ignoto, si trova in attesa sugli spalti del castello di Taranspike ad osservare la battaglia che si svolge al di là delle mura. Nel momento in cui il nemico riesce ad irrompere nel cortile del castello, il Corvo entra immediatamente in azione, mettendosi nella formazione a cuneo, con il Guerriero Ignoto davanti al centro e l'elfo Ilkar indietro a proteggere i compagni con lo scudo magico. Tra le file del nemico viene subito notato un personaggio particolare: un uomo con un gatto al collo che si dirige verso il muro interno del cortile, ove provoca una esplosione con un incantesimo per aprire un passaggio.
L'esplosione provoca scompiglio nello schieramento del Corvo, ed uno dei nemici approfitta dell'occasione per ferire mortalmente Ras. Ritornati a combattere, i mercenari del Corvo hanno la meglio sui nemici e, per vendicare il compagno morto, decidono di inseguire il mago oscuro che ha provocato la morte di Ras.
L'inseguimento del mago all'interno del castello conduce Hirad il Barbaro in un ambiente in cui si trova Sha-Kaan, un enorme drago lungo 35 passi, ed il mercenario, stupefatto dall'incontro, ha un dialogo telepatico con il mostro, interrotto dalla repentina azione del mago oscuro, che sottrae un piccolo oggetto custodito dalla bestia, provocandone pertanto l'ira.
Seran, mago di Tarnaspike, morto dopo l'irruzione di Denser, era anche il mago dragonene di Sha-Kaan e dal suo studio si aveva accesso ad un corridoio dimensionale fra Balaia ed il mondo dei draghi.

### Il Lord della Montagna
A Xetesk, l'unica delle città college totalmente protetta da mura, il Lord della Montagna Styliann si incontra con Nyer, assistente anziano e arcimago, per parlare della missione di Selyn, maga e spia, inviata ad ovest per controllare le mosse delle tribù occadi che stanno soggiogando i villaggi vicini ai monti Blackthorne. Il sospetto di Styliann è che l'attività degli occadi sia legata al possibile ritorno dei Lord Stregoni, da secoli imprigionati nella città di Parve all'interno di una gabbia magica di mana. Un messaggero porta al Lord della Montagna la notizia che Denser ha avuto successo ed ha recuperato l'amuleto di Septern, il geniale mago dordoveriano, ritenuto morto da circa tre secoli. 
Intanto a Taranspike Denser rivela ad Ilkar, il mago del Corvo, che Xetesk è interessata ai manufatti dragonene - come l'oggetto rubato al drago - e richiede la protezione dei mercenari per il viaggio di ritorno verso Korina, la città più importante di Balaia orientale.

### La minaccia dei Lord Stregoni
L'oggetto rubato al drago dal mago oscuro è un amuleto essenziale per lanciare l'incantesimo detto Ruba Aurora che sembra essere l'unico modo per salvare Balaia dalla minaccia dei Lord Stregoni, maghi dal potere quasi divino che sono stati imprigionati per secoli ed adesso stanno per ritornare alla guida di un potente esercito di guerrieri e sciamani occadi, le tribù che popolano la parte occidentale di Balaia.

## Luoghi
L'azione del romanzo si svolge nel continente di Balaia, una grande isola di forma quasi rettangolare, divisa in due parti dai monti Blackthorne, una catena montuosa che collega l'oceano settentrionale all'oceano meridionale. Secondo il mito, Balaia sarebbe l'unione di due grandi isole, ed i Blackthorne si sarebbero innalzati a causa di questo scontro immane.
Al centro della catena montuosa si trova il passo Understone, risultato dello sforzo dei popoli di Balaia al fine di allargare il valico esistente nel punto più stretto dei monti Blackthorne.

## Personaggi

### Il Corvo
- Hirad Coldheart, detto il Barbaro - guerriero
- Ras - guerriero
- Richmond - guerriero
- Talan - guerriero
- Sirendor Larn - guerriero
- Il Guerriero Ignoto - leader del Corvo
- Ilkar - elfo e mago Julatsiano

### Xetesk
- Styliann - Signore della Montagna
- Denser - mago
- Selyn - maga e spia
- Nyer - mago e mentore di Denser
- Laryon - mago e maestro della ricerca
- Sol - protettore

### Dordover
- Erienne - maga
- Alun - marito di Erienne
- Thraun - guerriero
- Jandyr - elfo arciere
- Will Begman - ladro
- Vuldaroq - Lord della Torre

### Lystern
- Heryst - lord a mago anziano
- Ry Darrick - generale della cavalleria

### Julatsa
- Barras - capo negoziatore

### Baroni, Signori della guerra e soldati
- Blackthorne - barone del sud
- Gresse - barone del sud-est
- Pontois - barone del centro
- Tessaya - Signore della guerra degli occadi
- Travers - capitano

## Edizioni
- James Barclay, Dawnthief, Gollancz, 2002,  p. 544, ISBN 1-85798-594-X.
- James Barclay, Dawnthief, Gollancz, 2008,  p. 496, ISBN 0-575-08275-5.
- James Barclay, Dawnthief, Pyr Edition, 2009,  p. 403, ISBN 1-59102-779-9.
- James Barclay, La compagnia del Corvo, traduzione di Adria Tissoni, Editrice Nord, 2010, ISBN 88-429-1635-8.